# Babelmândebe

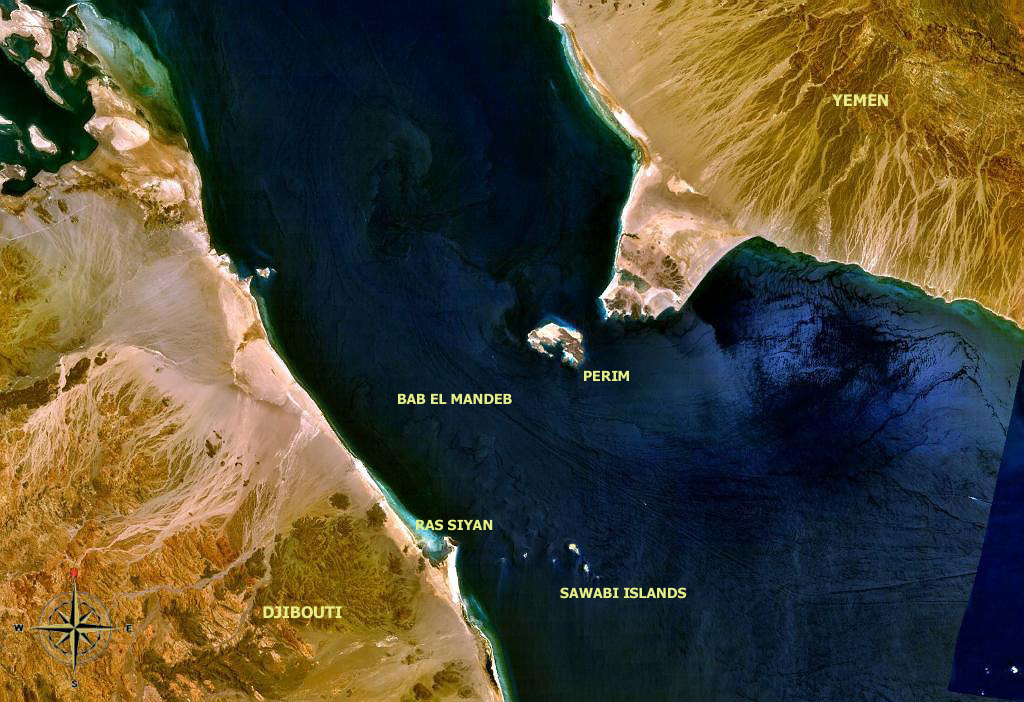
Babelmândebe

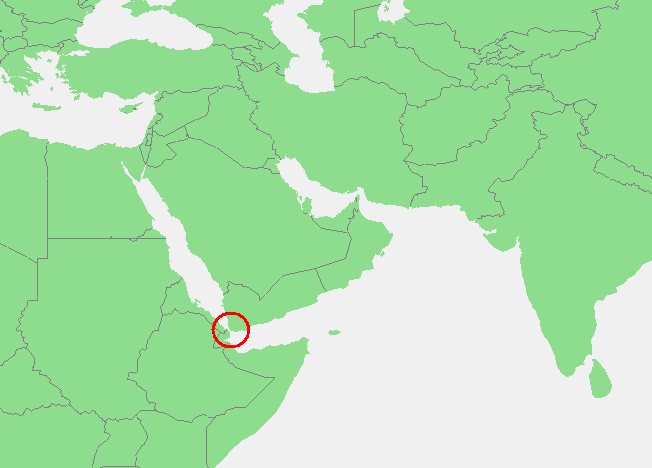
Babelmândebe

Babelmândebe (alternativamente Bab-el-Mandeb, Bab el Mandab, Bab al Mandab ou Bab al Mandeb, "Portão das Lágrimas" em árabe – باب المندب) é o estreito que separa os continentes da Ásia (Iêmem na península Arábica) e África (Djibuti, ao norte da Somália no Chifre da África), ligando o mar Vermelho ao oceano Índico via golfo de Adém.
O seu nome deriva dos perigos que rondam a sua navegação, ou, de acordo com uma lenda árabe, da quantidade de pessoas afogadas pelo sismo que teria separado a Ásia da África.[carece de fontes?] Ele possui uma grande importância estratégica e comercial, sendo uma das rotas marítimas mais navegadas do mundo.
Possui cerca de 30 km de largura entre Ras Menheli na costa árabe, até Ras Siyan no lado africano. A ilha de Perim divide o estreito em dois canais, dos quais o oriental, conhecido como Bab Iskender (Estreito de Alexandre), tem 3 km de largura e 30 m de profundidade, enquanto o ocidental, ou Dact-el-Mayun, tem cerca de 25 km e uma profundidade de 320 m. Próximo à costa africana, há um grupo de pequenas ilhas conhecidas como "Sete Irmãos". Há uma correnteza interna no canal oriental, mas uma forte correnteza na superfície do canal ocidental.
Os estreitos de Babelmândebe são, provavelmente, testemunhas das primeiras emigrações que tiveram lugar na África, há entre 85 000 e 75 000 anos. Neste tempo, os oceanos possuíam um nível muito mais baixo e os estreitos eram menos largos ou mais secos, o que teria permitido séries de migrações na costa sul asiática.
De acordo com a tradição da Igreja Ortodoxa Etíope Tewahedo, o estreito de Babelmândebe foi testemunha das primeiras migrações dos falantes semitas Ge'ez para a África, ocorridas por volta da mesma época da do patriarca hebreu Jacó.